# Bassi Pathana
Bassi Pathana (en punyabí: ਬੱਸੀ ਪਠਾਣਾ ) es una ciudad de la India en el distrito de Fatehgarh Sahib, estado de Punyab.

## Geografía
Se encuentra a una altitud de 275 m s. n. m. a 46 km de la capital estatal, Chandigarh, en la zona horaria UTC +5:30.

## Demografía
Según estimación 2010 contaba con una población de 19 414 habitantes.